# چورلتون، چشر وست اند چستر
چورلتون (به انگلیسی: Chorlton) یک روستا و محله مدنی در بریتانیا است که در چشر غربی و چستر واقع شده‌است. چورلتون ۱۲۴ نفر جمعیت دارد.